# Komet Neujmin 2
Komet Neujmin 2 (uradna oznaka je 25D/Neujmin) je periodični komet z obhodno dobo 5,4 let. Pripada Jupitrovi družini kometov.

## Odkritje
Komet je odkril 24. februarja 1916 ruski astronom Grigorij Nikolajevič Neujmin (1886–1946) na Observatoriju Simeiz (blizu mesta Simeiz, ukrajinsko Сімеїз), Krim, Ukrajina.
Odkritje sta 1. marca potrdila tudi George Van Biesbroeck iz Observatorija Yerkes (Wisconsin, ZDA) in Frank Watson Dyson na Kraljevem observatoriju Greenwich.
Predvidevanja Andrewa Crommelina (iz Kraljevega observatorija Greenwich) za leto 1921 so bila zelo neugodna in kometa v resnici niso mogli opazovati. Tudi v letu 1927 kometa niso videli. Zaradi tega komet od leta 1927 velja za izgubljenega.